# Sanhedrin (Talmoed)
Sanhedrin of Sanhedrien (Hebreeuws: סנהדרין, letterlijk gerechtshof) is het vierde traktaat (masechet) van de Orde Neziekien van de Misjna en de Talmoed, en beslaat 11 hoofdstukken.
Het traktaat Sanhedrin behandelt de inrichting en samenstelling van de rechterlijke macht, het getuigenverhoor en de criminele rechtspraak.
Sanhedrin kent Gemara (rabbijns commentaar op de Misjna) en is onderdeel van zowel de Babylonische als de Jeruzalemse Talmoed. Het traktaat bevat 113 folia in de Babylonische Talmoed en 57 in de Jeruzalemse Talmoed.